# Pantoporia commixta
Pantoporia commixta är en fjärilsart som beskrevs av Hans Fruhstorfer 1908. Pantoporia commixta ingår i släktet Pantoporia och familjen praktfjärilar. Inga underarter finns listade i Catalogue of Life.